# 尼克·阿尔芬
尼克·阿尔芬（？—），美国音频工程师。他因电影怒河春醒提名奥斯卡最佳音响效果奖。

## 部分影视作品
- 怒河春醒（英语：The River (1984 film)） (1984)[1]